# Clavularia viridis
Clavularia viridis is een zachte koraalsoort uit de familie Clavulariidae. De koraalsoort komt uit het geslacht Clavularia. Clavularia viridis werd in 1833 voor het eerst wetenschappelijk beschreven door Quoy & Gaimard. 